# Is Love Everything?
Is Love Everything? er en amerikansk stumfilm fra 1924 af Christy Cabanne.

## Medvirkende
- Alma Rubens som Virginia Carter
- Frank Mayo som Robert Whitney
- H. B. Warner som Jordan Southwick
- Walter McGrail som Boyd Carter
- Lilyan Tashman som Edythe Stanley
- Marie Schaefer som Mrs. Carter
- Irene Howley som Mrs. Rowland